# مردونیه
مردونیه (به پارسی باستان: 𐎶𐎼𐎯𐎢𐎴𐎡𐎹؛ نویسه‌گردانی: Mr̥duniyaʰ؛ زبان یونانی باستان: Μαρδόνιος؛ نویسه‌گردانی: Mardónios)، (زاده۵۳۳پ.م پارسه-درگذشته ۴۷۹ پیش از میلاد-نبرد پلاته) که یونانی‌ها او را به نام مردونیوس می‌شناسندفرمانده کل ارتش ایران در زمان خشایارشاشاه بزرگ و ارتشبد پارسی، فرزند گئوبروه، شوهر اَرتَه‌زوشتری دختر داریوش بزرگ و از فرماندهان سپاه ایران در نبردهای ایران و یونان در اوایل سدهٔ پنجم پیش از میلاد بود.

## سال‌های آغازین

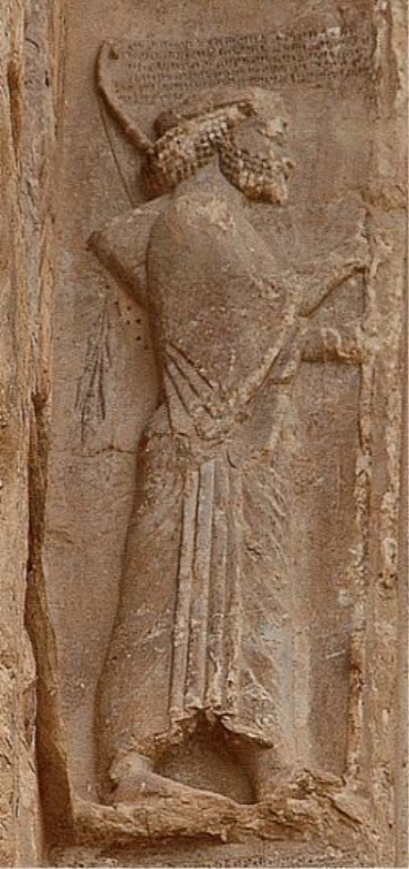
نقش‌برجسته گئوبروه، پدر مردونیه بر فراز آرامگاه داریوش بزرگ

پدر مردونیه، گئوبروه، یکی از هفت نفری بود که داریوش بزرگ را در بازپس‌گیری تاج و تخت از گئومات یاری داده بود. داریوش با دختر گئوبروه ازدواج کرد و خواهر خود را نیز به همسری گئوبروه درآورد. مردونیه نیز با دختر داریوش (از آرتیستون، دختر کوروش بزرگ) به‌نام اَرتَه‌زوشتری ازدواج کرد.

## مردونیه در زمان داریوش بزرگ

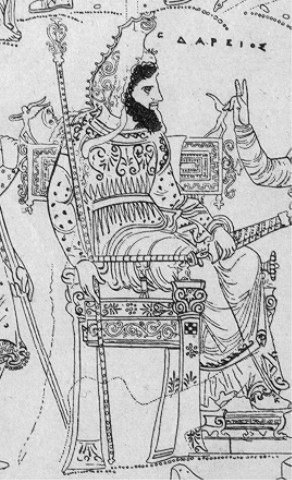
تصویری از داریوش که توسط نقاشان یونانی کشیده شده‌است. قدمت این تصویر به قرن چهارم پیش از میلاد می‌رسد.

داریوش بزرگ در ۴۹۳ پ.م. مردونیه را برای آرام ساختن شورش و جانشینی آرتافرنه، ساتراپ اسپاردا، به ایونیا فرستاد، او هنگام عبور از سواحل آسیای صغیر، تمامی شورشی‌ها و حاکمان خودخوانده را برکنار و در آن دولت‌شهرها حکومت‌هایی به شیوه دموکراسی را ایجاد کرد.
مردونیه به هلسپونت و تراکیه رفت و مقدونیه و جزیره تاسوس را تحت تسلط خود درآورد. هرودوت، تاریخ‌نویس یونانی این نبرد را یک لشکرکشی برنامه‌ریزی‌شده علیه ارتریا و آتن تفسیر نمود. اما این سفر به ناموفق بود، زیرا بخش عمده‌ای از کشتی‌های سپاه ایران هنگام حرکت به دور کوه آتوس قربانی طوفان بزرگی شدند.
پس این اتفاق در همان زمان نیروهای زمینی نیز توسط قبیله‌ای تراکیه‌ای به نام بریگس مورد حمله قرار گرفتند. پس کسب پیروزی بر این قبیله، مردونیه که خودش نیز مجروح شده بود، دستور عقب‌نشینی داد. از آن‌جایی که این رویداد تلفات بسیاری داشت، شاه مردونیه را از فرماندهی خود برکنار کرد و رهبران دیگری را به جای او منصوب کرد.

## مردونیه در زمان خشایارشا
در سال ۴۹۰ پ.م. پارس‌ها جزایر دریای اژه را فتح کردند، اما مردونیه که قبلاً یک ناوگان را از دست داده بود، مسئولیت این لشکرکشی را بر عهده نداشت. ۶۰۰ کشتی توسط داتیه و آرتافرنه دوم فرماندهی می‌شدند.
هدف از سفر داتیه و آرتافرنه، اضافه کردن جزیره ناکسوس در دریای اژه به امپراتوری ایران (پارس)، و ایجاد یک منطقه حائل میان ایونیا و سرزمین اصلی یونان بود. آن‌ها همچنین مجبور بودند ائوبویا (بهمراه پایتختش ارتریا) را فتح کنند و حاکم سابق آتن، هیپیاس، که فردی طرفدار ایران بود را بازگردانند. این سفر موفقیت‌آمیز بود و ناکسوس تسخیر شد، و ارتریا نیز سقوط کرد.
به گفته هرودوت، مردونیه از حامیان لشکرکشی به یونان بود، اما این حمله به دلیل شورش در مصر به تعویق افتاد. شورش دوم نیز در بابل روی داد، اما خیلی دوام نیاورد. فرمانده پارسی بغابوخش توانست در تابستان ۴۸۴ پ.م. به سلطنت شاهان شورشی، بیل-شیمانی و شاماش-اریبا خاتمه دهد. بلافاصله پس از این شورش، خشایارشا، مردونیه، بغابوخش و چهار فرمانده دیگر به غرب رفتند و در شهر سارد ارتش بزرگی را گرد آوری کردند.
این حمله در سال اول، موفقیت‌آمیز بود. پارسی‌ها که ارتش بزرگی را در اختیار داشتند، عجله‌ای برای حمله به تمامی مناطق یونان نداشتند، و منتظر برداشت محصول در تراکیه و مقدونیه مانده بودند. در ماه ژوئیه و آگوست، آنها در ترما (تِسالونیکی) ماندند و سپس به سمت جنوب به یونان رفتند. تسالی بدون دردسر زیادی فتح شد و در ۱۷، ۱۸ و ۱۹ سپتامبر (یا یک روز بعد) دو نبرد در یک نقطه رویداد. نیروی دریایی ایران توانست نیروی دریایی یونان را از مواضع خود در آرتمیزیوم دور کند و سپاه یک پادگان یونانی در ترموپیل را نابود کرد. بوئوتیا به قلمرو هخامنشی اضافه شد و در ۲۷ سپتامبر آتن نیز تصرف شد. روز بعد، آکروپولیس سقوط کرد و نیروی دریایی ایران بندر آتن را اشغال کرد.
خشایارشا پس از پیروزی خود تصمیم به بازگشت به سارد گرفت. در همین حال، مردونیه مسئولیت ارتش ایران در یونان را بر عهده گرفت. ارتش او نسبتاً کوچک بود.
او مجبور شد برای تهیه آذوقه سپاه، به تسالی بازگردد و در آن‌جا مذاکراتی را با آتنی‌ها آغاز کرد. او به آتنی‌ها جایگاه خوبی در شاهنشاهی را پیشنهاد کرد. آن‌ها در صورتیکه حاکمیت هخامنشی را به رسمیت می‌شناختند به این جایگاه می‌رسیدند. این یک حرکت هوشمندانه بود، زیرا اگر آتنی‌ها این پیشنهاد را می‌پذیرفتند، دیگر نیروی دریایی برای محافظت از جنوب یونان وجود نداشت و آتنی‌ها نیز از این معامله سود زیادی می‌بردند، زیرا آن‌ها به مهم‌ترین دولت‌شهر یونان تبدیل می‌شدند. با این حال، آن‌ها این پیشنهاد را رد کردند.
در بهار، مردونیه بار دیگر به سمت جنوب لشکر کشید و بوئوتیا را دوباره اشغال کرد و سپس به آتن رفت. او امیدوار بود که آتنی‌ها تسلیم شوند، اما چنین نشد. مردونیه نیز آتن را غارت کرد.

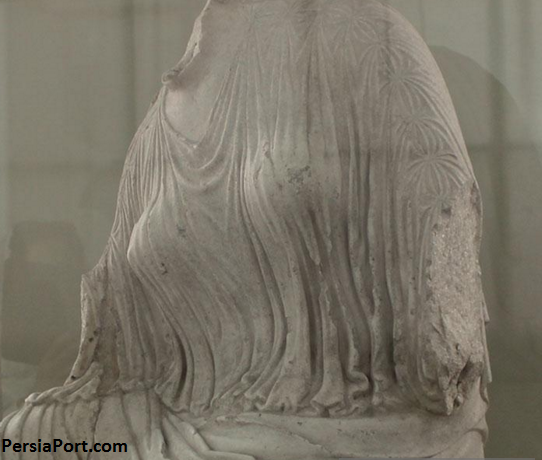
باستان شناسان در حال حفاری در تخت جمشید، مجسمه پنلوپه را کشف کردند که احتمالاً از یونان برده شده‌است.

به نظر می‌رسید که مردونیه بر اوضاع مسلط بود. اسپارتی‌ها که بهترین پیاده‌نظام یونان را داشتند از کمک به آتنی‌ها خودداری کردند. پس از ارسال پیام هشدار آمیز آتن به اسپارت و توضیح این که با شکست آتن، آن‌ها مجبور می‌شدند تسلیم شوند و نیروی دریایی خود را در اختیار مردونیه بگذارند، اسپارت نیز از هراس روی دادن چنین واقعه‌ای وارد عمل شد. ارتشی را به شمال فرستاد و از همه یونانی‌ها دعوت کرد تادر جنگ شرکت کنند.
مردونیه در ۴۷۹ پیش از میلاد در نبرد پلاته در اثر تیری که به وی اصابت کرد کشته شد و سپاه بی سردار ایرانی که نبردی بی‌حاصل را آغاز کرده بود، شکست خورد و سرانجام فقط سه هزار نفر از سپاه ایران جان سالم بدر بردند.